# A Christmas Story – An Axe, an Apple and a Buckskin Jacket
A Christmas Story – An Axe, an Apple and a Buckskin Jacket – studyjny album piosenkarza Binga Crosby'ego nagrany 24 kwietnia i wydany w październiku 1957 roku, zawierający wykonane przez niego świąteczne opowiadanie muzyczne dla dzieci.

## Lista utworów
STRONA PIERWSZA
1. „How Lovely Is Christmas”
2. „There have been almost 2000 Christmases...”
3. „An Axe, an Apple and a Buckskin Jacket”
4. „Now this cabin was so remote...”
5. „Boy at a Window”
6. „All of a sudden young Jethro heard...”
7. „Young Jethro Swung His Mighty Axe”

STRONA DRUGA
1. „Soon the cleared field looked mighty fine...”
2. „Johnny Appleseed”
3. „...and sure enough there was Dan'l Boone!”
4. „Incident on Rogers Creek”
5. „Well, of course young Jethro thought...”
6. „How Lovely Is Christmas” (powtórzenie)